# Détain-et-Bruant
Détain-et-Bruant är en kommun i departementet Côte-d'Or i regionen Bourgogne-Franche-Comté i östra Frankrike. Kommunen ligger i kantonen Gevrey-Chambertin som tillhör arrondissementet Dijon. År 2022 hade Détain-et-Bruant 142 invånare.

## Befolkningsutveckling
Antalet invånare i kommunen Détain-et-Bruant
Referens:INSEE